# Сулаев, Магомет Абуевич
Магоме́т Абу́евич Сула́ев (20 сентября 1920, Гойты — 11 ноября 1992) — известный чеченский писатель, поэт, врач, член Союзов писателей Чечено-Ингушетии и СССР.

## Биографические данные
Родился 20 сентября 1920 года в Чечне в селе Гойты. Окончил школу в 1933 году. Начало его литературных опытов относится к периоду его юношества — первое стихотворение «Чеченская песня» он написал в 15 лет. Окончил Бакинский рабфак. В 1941 году окончил Азербайджанский медицинский институт в Баку.
В 1943 году создал первое крупное произведение — поэму «Солнце победит», посвящённую Герою Советского Союза Ханпаше Нурадилову. В годы депортации продолжал писать, но его произведения не издавались.
Был хирургом в республиканской больнице и главным врачом республиканского Дома санитарного просвещения, сочетая врачебную практику с литературной деятельностью. Издал десятки сборников поэзии, прозы, критики.